# 羅茲托卡 (沃洛韋齊區)
48°53′34″N 22°52′49″E / 48.89278°N 22.88028°E
羅茲托卡（烏克蘭語：Розтока），是烏克蘭西部的村莊，隸屬外喀爾巴阡州的穆卡切沃區。該村處於日代尼夫卡河畔，始建於1947年，面積1.63平方公里，海拔高度736米，2001年人口483。